# Erwadi
Erwadi (Tamoul : ஏர்வாடி) est le village du Tamil Nadu, en Inde, où se trouvent la tombe et le sanctuaire de Qutub sulthan Syed Ibrahim Shaheed Badusha Radiyallh Ta'ala anhu, chef de Madinah Al Munawwara (Médine), en Arabie. Erwadi se trouve dans le district de Ramanathapuram. Bien que s'agissant d'un petit village, Erwadi arrive au second rang pour sa contribution aux revenus du district.
La réputation de la ville ainsi que de son sanctuaire musulman repose surtout sur le fait qu'il est spécialisé dans la cure des personnes dites possédées,. Jouissant d'un renom unique dans une bonne partie de l'Inde méridionale, le village attire de nombreux pèlerins et malades de toutes confessions, venu chercher ici une libération qui d'après eux n'arrive pas à être offerte par la médecine moderne.

## Histoire
Al Qutub Hamid wal Gausul Majid Badhusha Hazrat Sulthan Syed Ibrahim Shaheed Radiyalla Ta'ala anhu est un descendant du prophète Mahomet, dont il est l'héritier à la 18e génération. Il était roi de Médine, d'où il partit pour l'Inde au début du XIIe siècle pour répandre l'islam selon le vœu du Prophète. Avec des millions de partisans à travers le monde, Sultan Syed Ibrahim Shahid arriva tout d'abord dans la province du Sind, dans l'actuel Pakistan, et y répandit l'islam par divers moyens avant de s'en retourner à Médine.
La pratique de la "chasse aux esprits" avait à diverses reprises fait couler l'encre dans la presse du Tamil Nadu, patrie du célèbre rationaliste Periyar, surtout à la suite du 6 août 2001, lorsqu'un incendie se déclara dans le sanctuaire et affecta particulièrement la partie consacrée au traitement des infirmes, tuant ainsi 28 personnes. L'accident étant arrivé jusqu'aux oreilles des grandes institutions nationales à Delhi, la question de ces centres de cures traditionnels et de la façon dont le malade est traité fut beaucoup abordée.
Depuis, Erwadi, ainsi que d'autres sites de ce type, sont obligatoirement co-gérés par des médecins, psychiatres, etc. en relais avec les religieux.